# یوکی سما
یوکی سُما (انگلیسی: Yuki Soma؛ زادهٔ ۲۵ فوریهٔ ۱۹۹۷) بازیکن فوتبال اهل ژاپن است.که در باشگاه ورزشی کاسا پیا پرتغال بازی می‌کند.
از باشگاه‌هایی که در آن بازی کرده‌است می‌توان به باشگاه فوتبال ناگویا گرامپوس اشاره کرد.
وی همچنین در تیم ملی فوتبال ژاپن بازی کرده‌است.
وی سابقه گلزنی برای ژاپن در برابر سوریه را در بازی برگشت  مقدماتی جام جهانی ۲۰۲۶ دارد.